# HIT d.d. Nova Gorica proti Sloveniji
HIT d.d. Nova Gorica proti Sloveniji (št. 50996/08) je primer, v katerem je Evropsko sodišče za človekove pravice odločilo, da s prisotnostjo sodnice v tričlanskem senatu Ustavnega sodišča, to sodišče ni bilo nepristransko, ker je v isti zadevi sodelovala na dveh različnih pritožbenih stopnjah in je s tem kršilo prvi odstavek 6. člena Konvencije o varstvu človekovih pravic in temeljnih svoboščin. Sodnica je odločala o svoji stari sodbi.

## Ozadje primera in postopek pred sodiščem
Sodnica Marta Klampfer, ki je po mnenju družbe pritožnice povzročila pristranskost senata Ustavnega sodišča, je sodelovala v tričlanskem senatu na Višjem delovnem in socialnem sodišču, ko je bivša zaposlena N. N. na družbi pritožnici, vložila pritožbo proti sodbi Delovnega sodišča, ki je zavrnilo njeno zahtevo razveljavitve odpustitve pri družbi pritožnici, saj je trdila, da je disciplinski postopek proti njej zastaral. Višje delovno in socialno sodišče je takrat ugodilo njeni pritožbi in zahtevalo njeno vrnitev na delovno mesto pri HIT d.d. Nova Gorica. Vrhovno sodišče je ugodilo zahtevi revizije družbe pritožnice in zadeva je bila vrnjena na obravnavo senata Višjega delovnega in socialnega sodišča, kateremu je predsedovala sodnica Klampferjeva. To sodišče je zadevo vrnilo v ponovno odločanje prvostopenjskemu sodišču. Po nadaljnjih postopkih je Delovno sodišče v Kopru ugotovilo, da je disciplinski postopek zastaral in ovrednotilo odpoved zaposlitve N. N. za nično in neveljavno ter odredilo družbi pritožnici, da ji mora plačati odškodnino. Nato je družba pritožnica vložila ustavno pritožbo, saj je trdila, da ji je bilo v sodnih postopkih kršeno načelo pravice enakosti orožja ter njeno svobodo gospodarske pobude. To pritožbo je tričlanski senat Ustavnega sodišča, med njimi tudi sodnica Klampfer, zavrnilo. Družba pritožnica se je potem pritožila na Evropsko sodišče za človekove pravice, da njen primer ni obravnaval nepristranski senat, zaradi sodnice Klampferjeve, ki je sodelovala na dveh različnih pritožbenih stopnjah.
Družba pritožnica je trdila, da, čeprav je nedokazljivo, da je sodnica Marta Klampfer vplivala na pristranskost Ustavnega sodišča, je njeno sodelovanje v postopku pritožbe pomenilo kršitev domačih postopkovnih pravil. Vlada pa zatrjuje, da sodelovanje sodnice Klampfer na dveh različnih pritožbenih stopnjah sodišča ni zadosten dokaz o nepristranskosti Ustavnega sodišča ter, da je delovni spor bil dvakrat vrnjen v obravnavo, v kateri sodnica Klampfer ni sodelovala, kar pomeni, da je odločanje Ustavnega sodišča o ustavni pritožbi bilo svobodno. ESČP je odgovarjalo, ali so dvomi o nepristranskosti Ustavnega sodišča, zaradi sodelovanja sodnice v njegovem tričlanskem senatu, ki je pred tem sodelovala pri odločanju o isti zadevi v dveh ločenih obravnavah pred Višjim delovnim in socialnim sodiščem, objektivno utemeljeni. Evropsko sodišče je odločilo, da se je s prisotnostjo sodnice pri odločanju o isti zadevi pri dveh različnih pritožbenih stopnjah, kršil prvi odstavek 6. člena Konvencije o varstvu človekovih pravic in temeljnih svoboščin ter je s tem bil dvom o nepristranskosti Ustavnega sodišča objektivno utemeljen.

## Odločitev ESČP
Delovni spor je bil osredotočen na vprašanje ali je disciplinski postopek proti N. N. zastaral. Sodnica Marta Klampfer, ki je pred ustavno pritožbo družbe pritožnice, sodelovala že pri obravnavah o isti zadevi, je dobro poznala situacijo ter izrazila svoje mnenje glede zadeve, in sicer, da je disciplinski postopek zoper N. N. zastaral.
Evropsko sodišče se je soglasno odločilo, da je pritožba glede pristranskosti Ustavnega sodišča sprejemljiva, preostali del pritožbe pa so zavrnili, torej tudi zahtevek pritožnice za pravično zadoščanje. S šestimi glasovi proti enemu so glasovali, da je bil kršen prvi odstavek 6. člena konvencije ter, da tožena država mora družbi pritožnici plačati odškodnino, in da se za ta znesek od dneva poteka treh mesecev do plačila obračunajo linearne obresti.